# Groove Armada
Groove Armada — британский музыкальный электронный дуэт, состоящий из Энди Като (Andy Cato) и Тома Финдлея (Tom Findlay). В настоящее время они проживают и работают в Лондоне, время от времени выступая там в клубах, а также на ежегодном фестивале Lovebox.
Группа сотрудничала со множеством различных музыкантов.

## История
Дуэт Groove Armada был образован в середине 1990-х. Членов дуэта познакомила подруга Като, и вскоре они вместе открыли собственный клуб, также под названием Groove Armada.
В 1997 году они выпустили несколько синглов, в том числе 4 Tune Cookie, и At The River, семпл из которой был использован в саундтреке к фильму Крепкий орешек 2, однако широкая известность тогда к ним ещё не пришла. Эта песня стала их визитной карточкой и была включена во многие чил-аут-сборники.
Первый альбом Northern Star был выпущен в 1998 году на лейбле Tummy Touch Records. В 1999 году выходит вторая пластинка Vertigo с большим уклоном в сторону мейнстрима и более «отполированным» звуком. Это позволило ей пробиться в первую двадцатку британского чарта и получить серебряный статус. В трек-лист вошла также и At The River, предварительно выпущенная полноценным синглом. Альбом ремиксов на Vertigo — «The Remixes», вышел в 2000 году.
Следующий студийный альбом Goodbye Country: Hello Nightclub вышел в 2001 году, и как следует и из его названия, ознаменовал переход от chill-out к более энергичной музыке. Подтверждение тому — номинация сингла «Superstylin’» на Grammy. Менее чем через год после выхода Goodbye Country: Hello Nightclub дуэт выпускает Lovebox, в котором собраны множество жанров, а звук стал заметно более дерзким, с большой примесью фанка. Некоторые треки несут элементы рока, например «Madder», остальные — традиционный хаус, например заглавные треки «Lovebox» и «Remember», вокал для которых был составлен из семплов Сэнди Дэнни, вокалистки Fairport Convention. Дополнительный бонус-трек «Fairport» был позже выложен на веб-сайте коллектива.
Сборник The Best of Groove Armada был выпущен в 2004 году, став их последним релизом на Pepper Records. Новый студийный альбом группы — Soundboy Rock — вышел в 2007 году. Композиции «Get Down», «Groove Extracts» и «Song 4 Mutya (Out of Control)» констатировали отход группы от жанрового разнообразия, присущего их прошлым альбомам. Песня Song 4 Mutya (Out of Control) по версии онлайн издания Popjustice стала одной из лучших песен 2007 года.
Следом за успехом синглов с этого альбома, в октябре 2007 года произошло переиздание Greatest Hits. October 2007. Всё это завершилось выпуском в ноябре GA10: 10 Year Story — раритетного коллекционного издания на двух CD, которым группа отметила своё десятилетие.
В 2008 году Groove Armada заключила договор с Bacardi на распространение нового EP, имеющего 4 композиции.
В течение 2009 года Энди Като и Том Финдлей подтвердили информацию о подготовке нового альбома. Во время концертного тура Bacardi Express в Австралии, Финдлей сообщил о том, что «названием нового диска будет „Black Light“, происходящее от тёмной стороны Groove Armada, которая окончательно настала спустя 12 лет». Первый сингл «I Won’t Kneel» был выпущен 23 ноября 2009 года, в его записи принимал участие новый вокалист группы — SaintSaviour. Альбом поступил в продажу в Европе 28 февраля 2010 года.
Groove Armada заявили о выпуске сборника ремиксов — «White Light», содержащем недавние альтернативные концертные версии песен как с альбома Black Light, так и классических песен группы.

## Дискография

### Студийные альбомы
| Год  | Альбом                            | UK | U.S. Electronic | AUS |
| ---- | --------------------------------- | -- | --------------- | --- |
| 1998 | Northern Star                     |    |                 |     |
| 1999 | Vertigo                           | 23 |                 | 39  |
| 2000 | The Remixes                       | 68 |                 |     |
| 2001 | Goodbye Country (Hello Nightclub) | 5  | 7               | 8   |
| 2003 | Lovebox                           | 41 | 3               | 15  |
| 2004 | The Best of Groove Armada         | 6  |                 | 26  |
| 2007 | Soundboy Rock                     | 10 | 10              | 30  |
| 2007 | GA10: 10 Year Story               |    |                 |     |
| 2010 | Black Light                       | 26 | 10              | 17  |
| 2010 | White Light                       |    |                 |     |
| 2015 | Little Black Book                 |    |                 |     |
| 2020 | Edge of the horizon               |    |                 |     |

### Сборники
- 2000 Back to Mine (Groove Armada)
- 2002 Another Late Night (Groove Armada)
- 2002 The Dirty House Session
- 2004 Doin' It After Dark Vol 1
- 2004 Doin' It After Dark Vol 2
- 2004 Essential Summer Groove
- 2004 Groove Armada Present…
- 2008 Late Night Tales (Groove Armada)
- 2008 Groove Armada Presents Lovebox Festivals & Fiestas

### Сертификации альбомов
- BPI: Платиновый — Vertigo
- BPI: Золотой — Goodbye Country (Hello Nightclub)
- BPI: Серебряный — Lovebox, Back to Mine (Groove Armada)

### Синглы
| Год  | Сингл                                                                      | UK  | Italy | U.S. Dance | IRE | AUS | Альбом                                                    |
| ---- | -------------------------------------------------------------------------- | --- | ----- | ---------- | --- | --- | --------------------------------------------------------- |
| 1997 | «At the River»                                                             | 19  |       |            |     |     | Сингл не вошёл в состав альбома                           |
| 1997 | «Four Tune Cookie»                                                         |     |       |            |     |     | Сингл не вошёл в состав альбома, выпущен на грампластинке |
| 1997 | «Captain Sensual»                                                          |     |       |            |     |     | Northern Star                                             |
| 1997 | «M2 Many»                                                                  |     |       |            |     |     | Northern Star                                             |
| 1999 | «Innocence is Lost» (при участии Boy George)                               |     |       |            |     |     | Промосингл, вышел только на грампластинке                 |
| 1999 | «If Everybody Looked the Same»                                             | 25  |       |            |     |     | Vertigo                                                   |
| 1999 | «At the River» (превыпуск)                                                 | 19  |       |            |     |     | Vertigo                                                   |
| 1999 | «I See You Baby» (при участии Gram’ma Funk)                                | 17  |       | 12         |     | 11  | Vertigo                                                   |
| 2001 | «Superstylin'»                                                             | 12  | 37    | 40         |     | 49  | Goodbye Country (Hello Nightclub)                         |
| 2001 | «My Friend»                                                                | 36  | 10    |            |     |     | Goodbye Country (Hello Nightclub)                         |
| 2002 | «Purple Haze»                                                              | 36  | 38    |            |     |     | Lovebox                                                   |
| 2002 | «Final Shakedown»                                                          |     |       |            |     |     | Lovebox                                                   |
| 2003 | «Easy»                                                                     | 31  | 44    | 5          |     |     | Lovebox                                                   |
| 2003 | «But I Feel Good»                                                          | 50  |       |            |     |     | Lovebox                                                   |
| 2003 | «Fireside Favourites EP»                                                   |     |       |            |     |     | Не альбомный сингл                                        |
| 2004 | «I See You Baby» (re-issue)                                                | 11  |       |            | 16  |     | The Best of Groove Armada                                 |
| 2007 | «Get Down»                                                                 | 9   | 22    |            | 48  | 33  | Soundboy Rock                                             |
| 2007 | «Song 4 Mutya (Out of Control)» (при участии Mutya Buena)                  | 8   | 49    |            | 26  | 24  | Soundboy Rock и Real Girl                                 |
| 2008 | «Love Sweet Sound» (только цифровая загрузка)                              |     |       | 21         |     |     | Soundboy Rock                                             |
| 2008 | «Feel the Same» (при участии Angie Stone; download-only)                   |     |       |            |     |     | Не альбомный сингл                                        |
| 2009 | «Drop the Tough EP»                                                        |     |       |            |     |     | Не альбомный сингл                                        |
| 2009 | «Go»                                                                       |     |       |            |     |     | Не альбомный сингл                                        |
| 2009 | «Pull Up (Crank It Up)» (при участии Slarta John)                          |     |       |            |     |     | Не альбомный сингл                                        |
| 2009 | «El Padrino»                                                               |     |       |            |     |     | Не альбомный сингл                                        |
| 2009 | «I Won't Kneel» (при участии SaintSaviour)                                 |     |       |            |     |     | Black Light                                               |
| 2010 | «Paper Romance» (feat. SaintSaviour & Fenech-Soler)                        | 196 |       |            |     |     | Black Light                                               |
| 2010 | «Look Me In The Eye Sister / Just For Tonight» (при участии Jess Larrabee) |     |       |            |     |     | Black Light                                               |
| 2010 | «History» (при участии Will Young)                                         | 167 |       |            |     |     | Black Light                                               |